# Pratapa sakaia
Pratapa sakaia är en fjärilsart som beskrevs av Corbet 1940. Pratapa sakaia ingår i släktet Pratapa och familjen juvelvingar. Inga underarter finns listade i Catalogue of Life.